# Chelonus bispinus
Chelonus bispinus är en stekelart som beskrevs av Holmgren 1868. Chelonus bispinus ingår i släktet Chelonus och familjen bracksteklar. Inga underarter finns listade i Catalogue of Life.